# فرودگاه آبی پرینس روپرت، دیگبی آیلند
فرودگاه آبی پرینس روپرت، دیگبی آیلند (به انگلیسی: Prince Rupert/Digby Island Water Aerodrome) یک فرودگاه همگانی باربری است که یک باند فرود آب دارد. این فرودگاه در کشور کانادا قرار دارد و در ارتفاع ۰ متری از سطح دریا واقع شده است.